# Qualificazioni al campionato europeo maschile di calcio 1992 - Gruppo 2

## Classifica
| Squadra    | P.ti | G | V | P | S | RF | RS | DR  |
| ---------- | ---- | - | - | - | - | -- | -- | --- |
| Scozia     | 11   | 8 | 4 | 3 | 1 | 14 | 7  | +7  |
| Svizzera   | 10   | 8 | 4 | 2 | 2 | 19 | 7  | +12 |
| Romania    | 10   | 8 | 4 | 2 | 2 | 13 | 7  | +6  |
| Bulgaria   | 9    | 8 | 3 | 3 | 2 | 15 | 8  | +7  |
| San Marino | 0    | 8 | 0 | 0 | 7 | 1  | 33 | -32 |

## Risultati
| Arbitro: | Guy Goethals |

|                         |           |  |
| Hottiger 19’ Bickel 63’ | Marcatori |  |

| Arbitro: | Ildefonso Urizar Azpitarte |

|                           |           |              |
| Robertson 37’ McCoist 76’ | Marcatori | 13’ Cămătaru |

| Arbitro: | José Rosa dos Santos |

|  |           |                              |
|  | Marcatori | 28’ Sirakov 48’, 76’ Todorov |

| Arbitro: | Esa Antero Palsi |

|                                     |           |                 |
| Robertson 34’ (rig.) McAllister 53’ | Marcatori | 65’ (rig.) Knup |

| Arbitro: | Friedrich Kaupe |

|             |           |            |
| Todorov 74’ | Marcatori | 9’ McCoist |

| Arbitro: | Costas Kapsos |

|  |           |                                              |
|  | Marcatori | 7’ Sutter 27’ Chapuisat 43’ Knup 87’ Chassot |

| Arbitro: | Manfred Roßner |

|                                                                      |           |  |
| Sabău 2’ Mateuţ 18’ Răducioiu 43’ Lupescu 56’ Badea 77’ Petrescu 85’ | Marcatori |  |

| Arbitro: | Erik Fredriksson |

|             |           |                |
| Collins 83’ | Marcatori | 89’ Kostadinov |

| Arbitro: | Roger Philippi |

|                     |           |                                                 |
| Pasolini 30’ (rig.) | Marcatori | 18’ (rig.) Hagi 46’ Răducioiu 83’ (aut.) Guerra |

| Neuchâtel 3 aprile 1991, ore 20:45 CET | Svizzera      | 0 – 0 referto | Romania | Stade de la Maladière (9.262 spett.)\| Arbitro: \| Gérard Biguet \| |
| Arbitro:                               | Gérard Biguet |               |         |                                                                     |

| Arbitro: | Karl-Josef Assenmacher |

|                            |           |                              |
| Kostadinov 12’ Sirakov 27’ | Marcatori | 59’, 85’ Knup 90’ Türkyılmaz |

| Arbitro: | Besnik Kaimi |

|  |           |                               |
|  | Marcatori | 63’ (rig.) Strachan 67’ Durie |

| Arbitro: | Victor Mintoff |

|  |           |                                  |
|  | Marcatori | 13’ Ivanov 20’ Sirakov 70’ Penev |

| Arbitro: | Erman Toroğlu |

|                                                                           |           |  |
| Knup 3’, 87’ Hottiger 13’ Sutter 29’ Hermann 55’ Ohrel 78’ Türkyılmaz 90’ | Marcatori |  |

| Arbitro: | Tullio Lanese |

|                           |           |                       |
| Chapuisat 30’ Hermann 38’ | Marcatori | 47’ Durie 83’ McCoist |

| Arbitro: | Jiří Ulrich |

|                                                     |           |  |
| Penev 18’ Stoichkov 31’ (rig.) Yankov 38’ Iliev 84’ | Marcatori |  |

| Arbitro: | Aron Schmidhuber |

|                 |           |  |
| Hagi 75’ (rig.) | Marcatori |  |

| Arbitro: | Rune Pedersen |

|                                            |           |  |
| McStay 10’ Gough 31’ Durie 38’ McCoist 62’ | Marcatori |  |

| Arbitro: | John Blankenstein |

|            |           |  |
| Mateuţ 69’ | Marcatori |  |

| Arbitro: | Peter Mikkelsen |

|             |           |             |
| Sirakov 55’ | Marcatori | 31’ Popescu |

## Classifica marcatori
6 reti
- Adrian Knup (1 rig.)

4 reti
- Nasko Sirakov

- Ally McCoist

3 reti
- Nikolay Todorov

- Gordon Durie

2 reti
- Emil Kostadinov
- Lyuboslav Penev
- Gheorghe Hagi (2 rig.)
- Dorin Mateuț

- Florin Răducioiu
- John Robertson (1 rig.)
- Stéphane Chapuisat
- Heinz Hermann

- Marc Hottiger
- Alain Sutter
- Kubilay Türkyilmaz

1 rete
- Nikolay Iliev
- Trifon Ivanov
- Hristo Stoichkov (1 rig.)
- Zlatko Yankov
- Pavel Badea
- Rodion Cămătaru
- Ioan Lupescu

- Dan Petrescu
- Adrian Popescu
- Ioan Sabău
- Valdes Pasolini (1 rig.)
- John Collins
- Richard Gough

- Gary McAllister
- Paul McStay
- Gordon Strachan (1 rig.)
- Thomas Bickel
- Frédéric Chassot
- Christophe Ohrel

autoreti
- William Guerra (pro Romania)